# Pârâu Viu, Gorj
Pârâu Viu este un sat în comuna Berlești din județul Gorj, Oltenia, România. Se află în partea de est a județului, în Podișul Oltețului, pe Pârâul Berleasca.

## Vezi și
- Biserica de lemn din Pârâu Viu

## Galerie de imagini

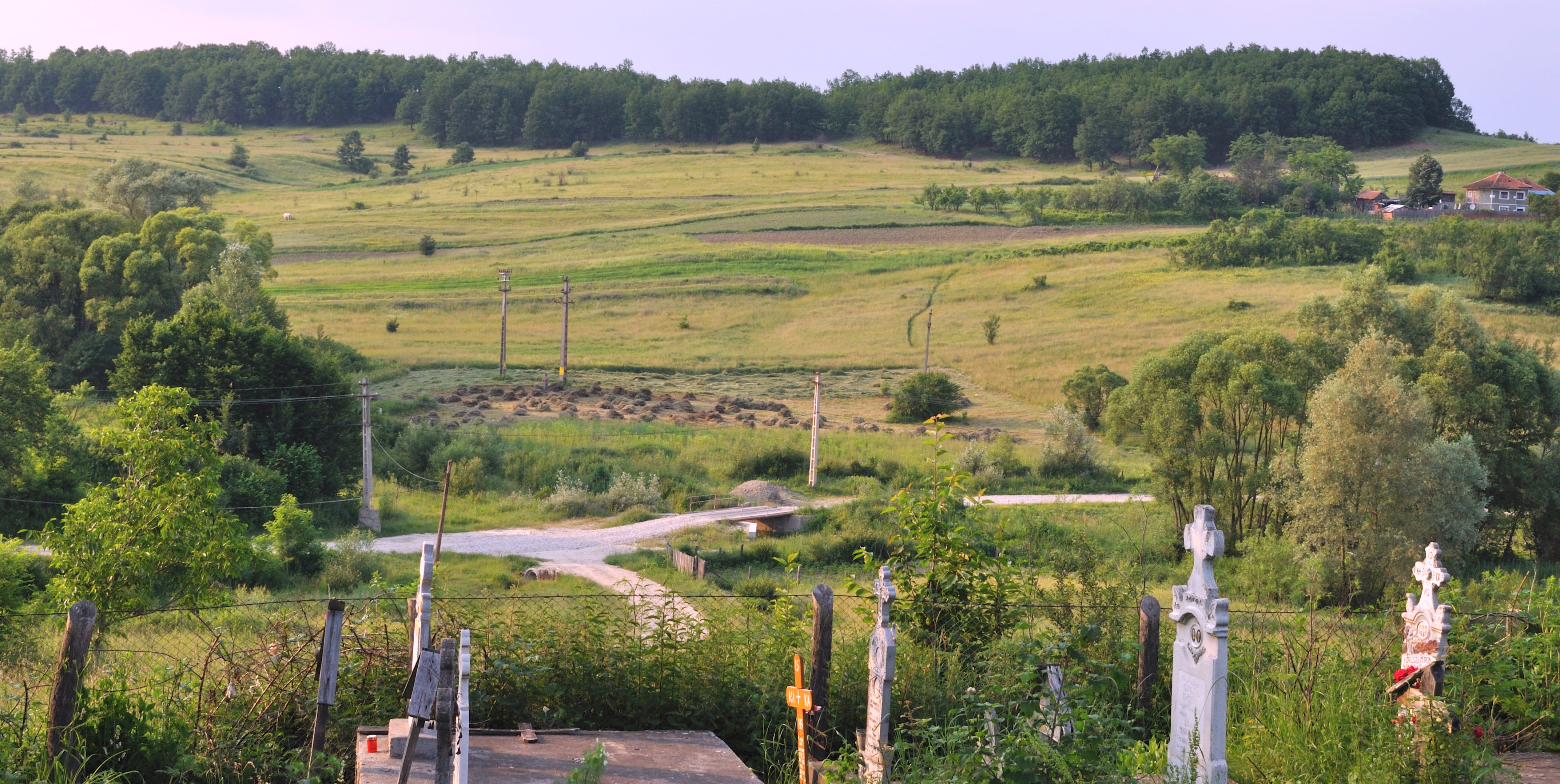
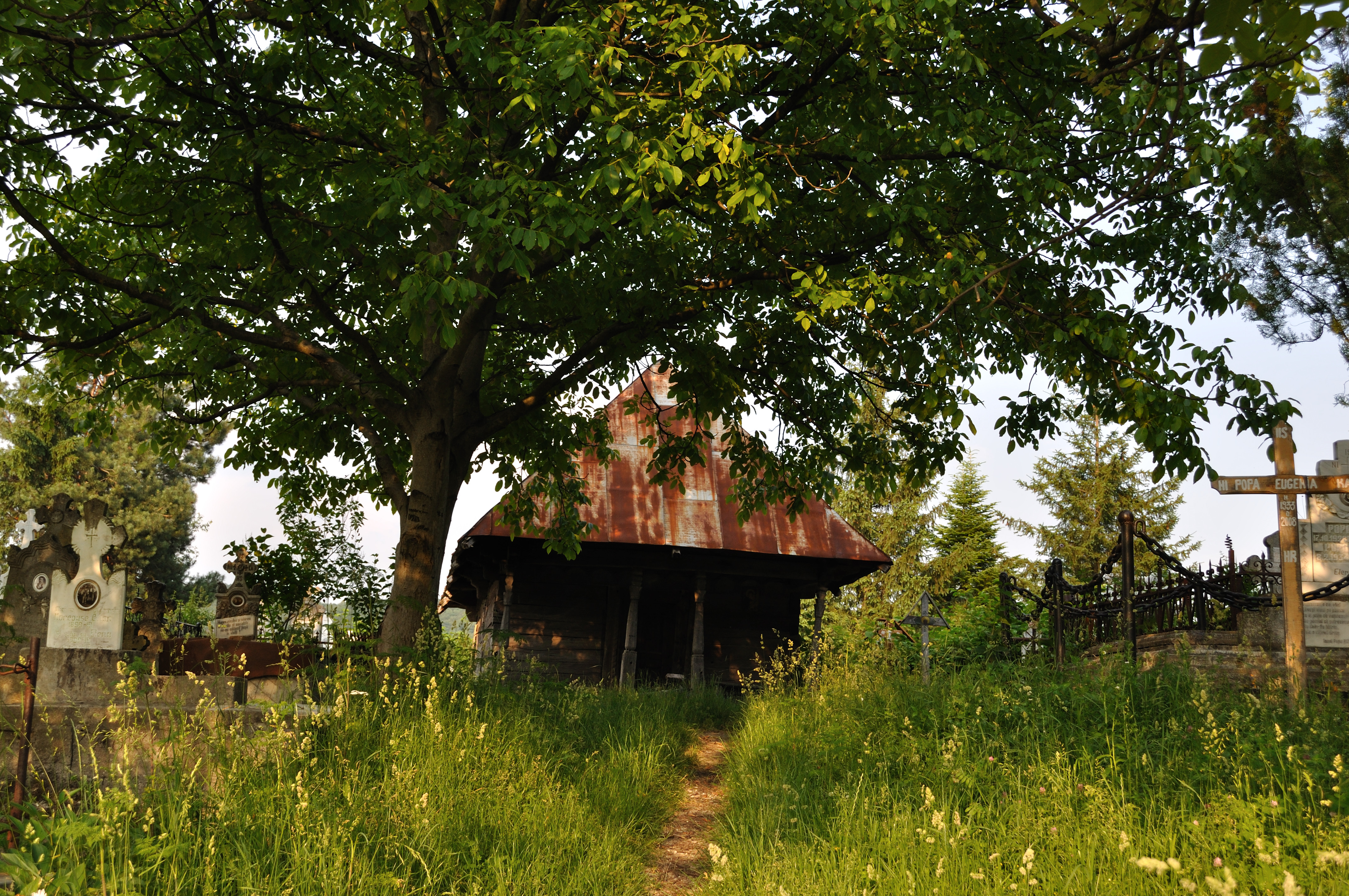
Biserica de lemn „Sf.Voievozi” (1778)
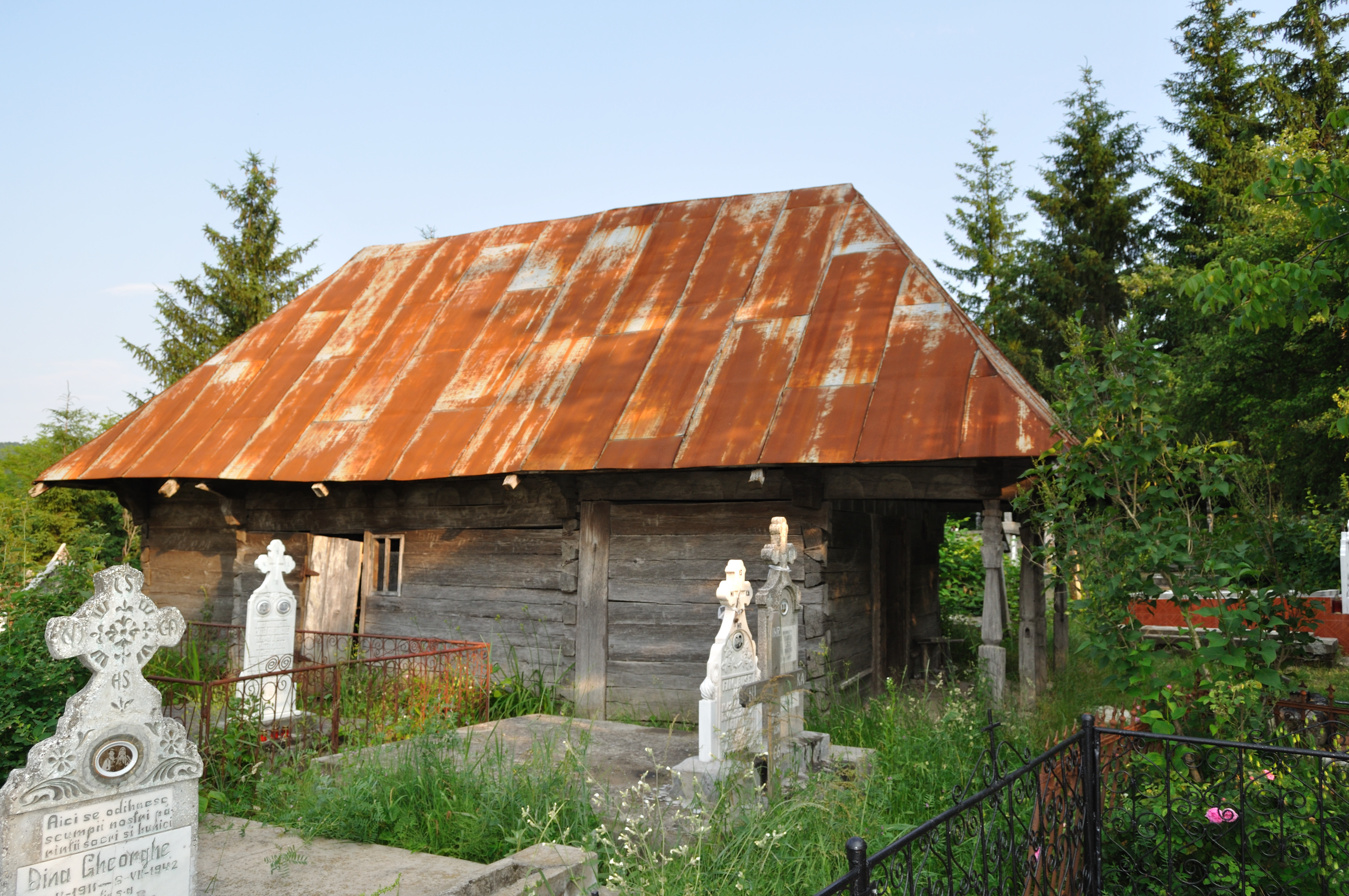
Biserica de lemn „Sf.Voievozi” (1778)
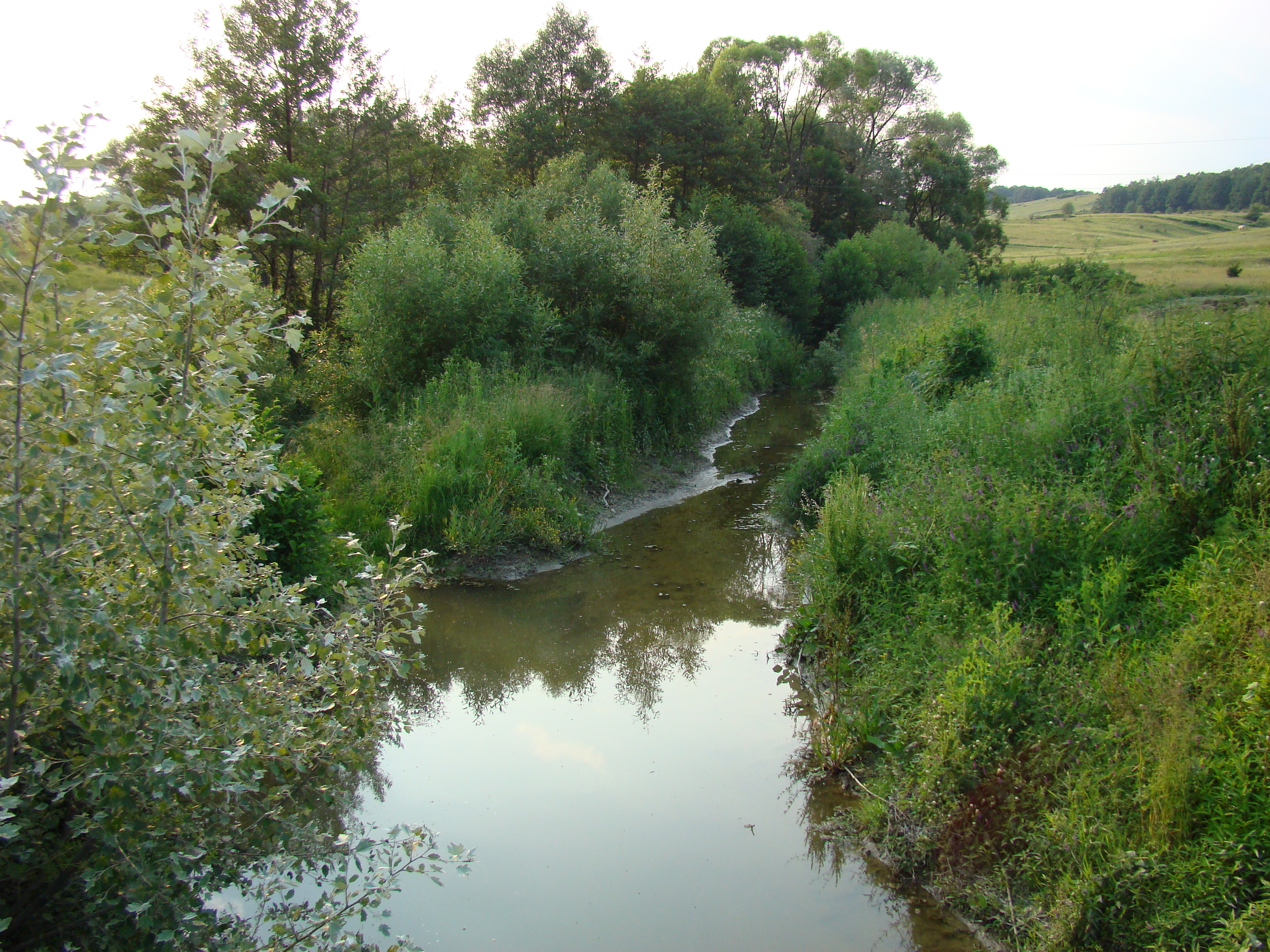
Pârâul Viu
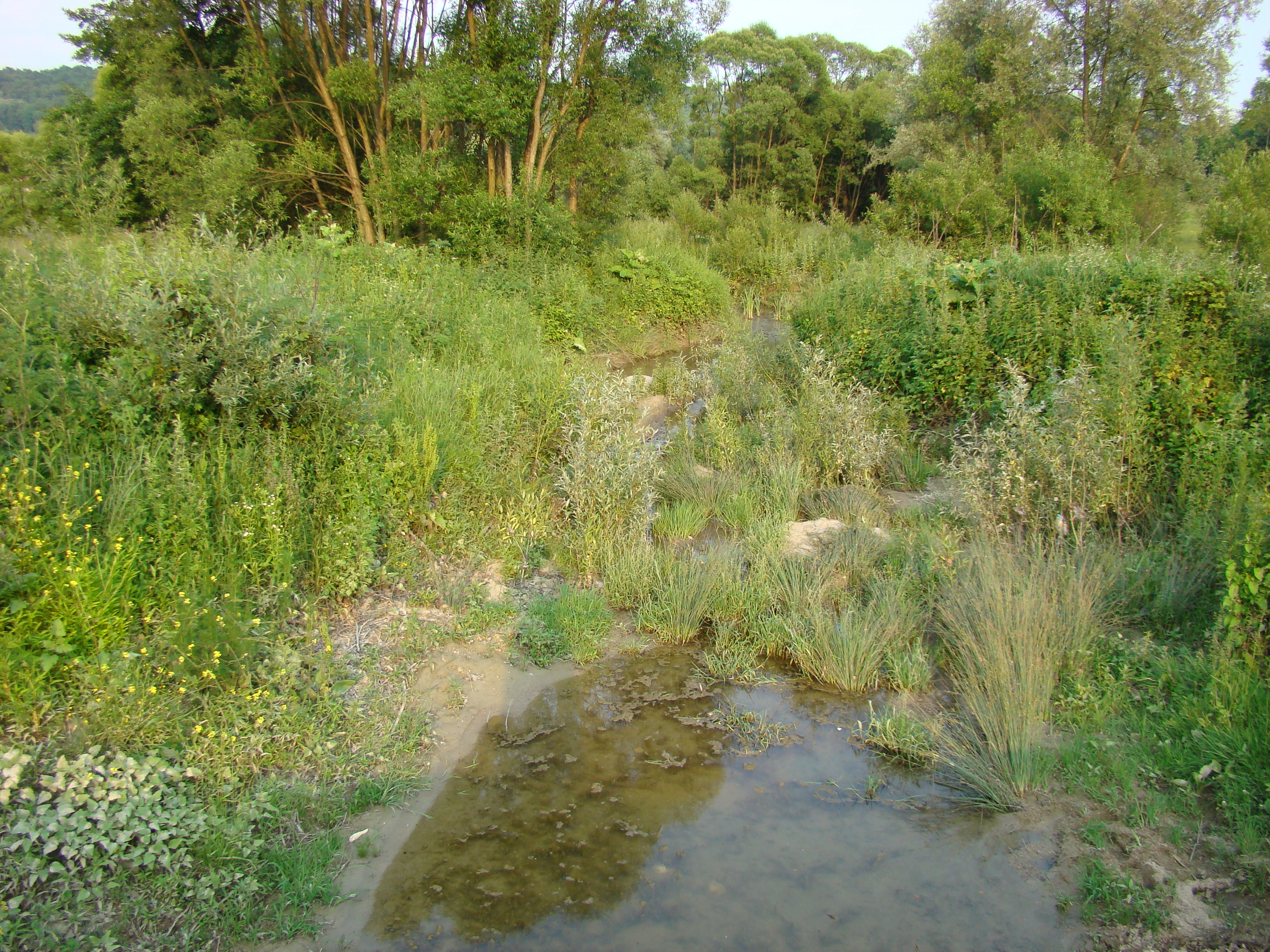
Pârâul Viu
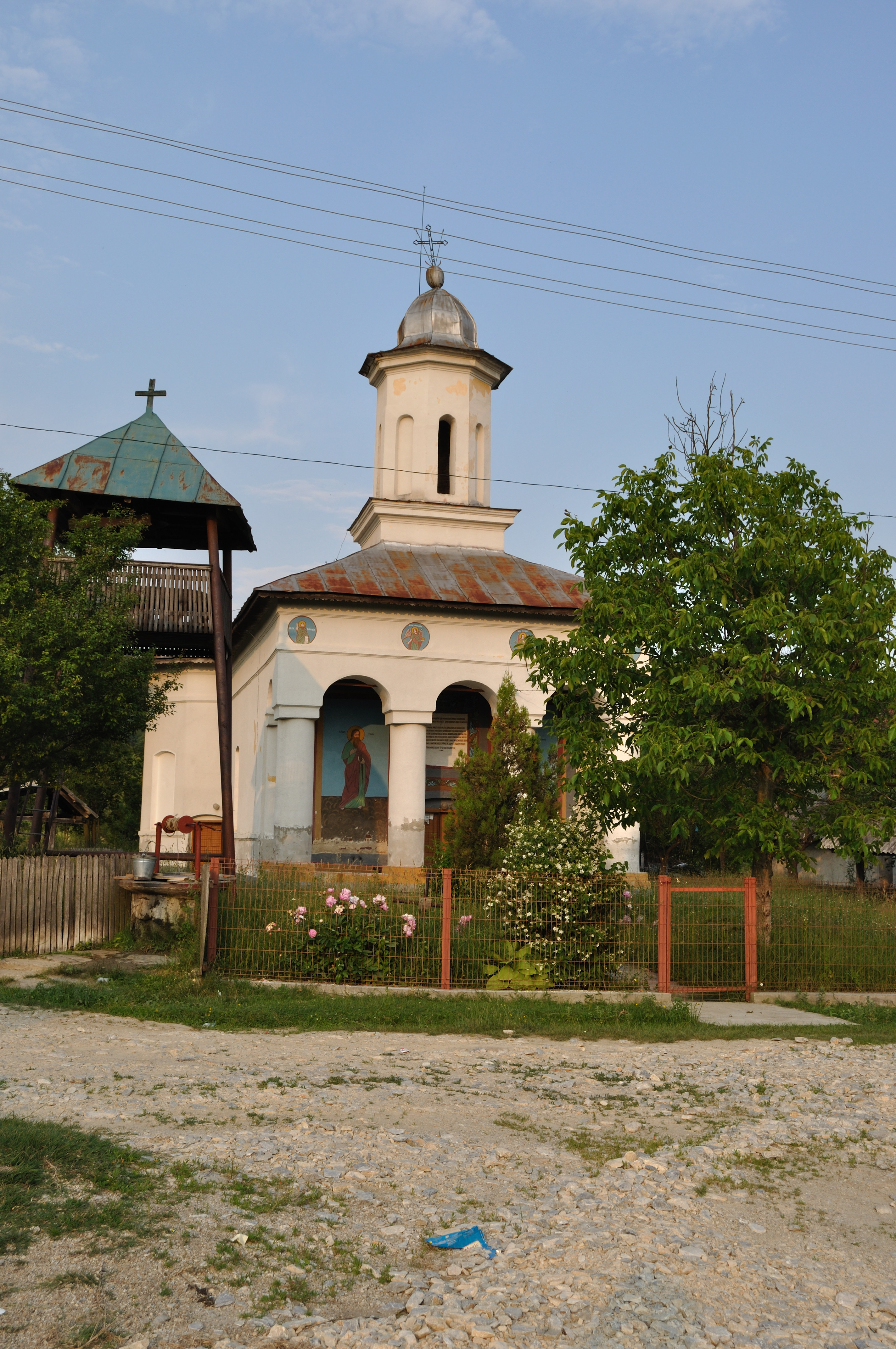
Biserica de zid „Sf.Voievozi” (1907-1912)
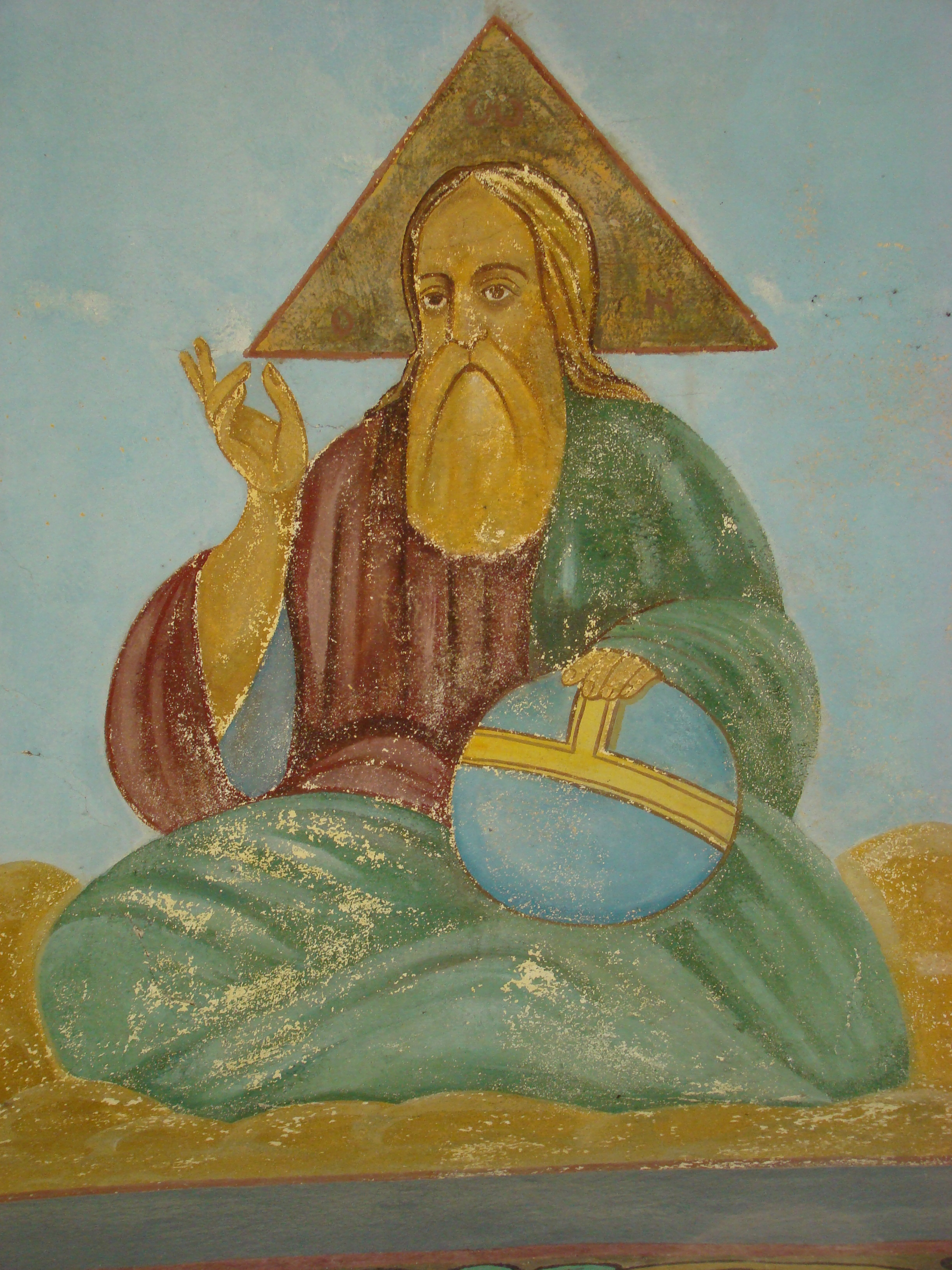
Biserica de zid „Sf.Voievozi”
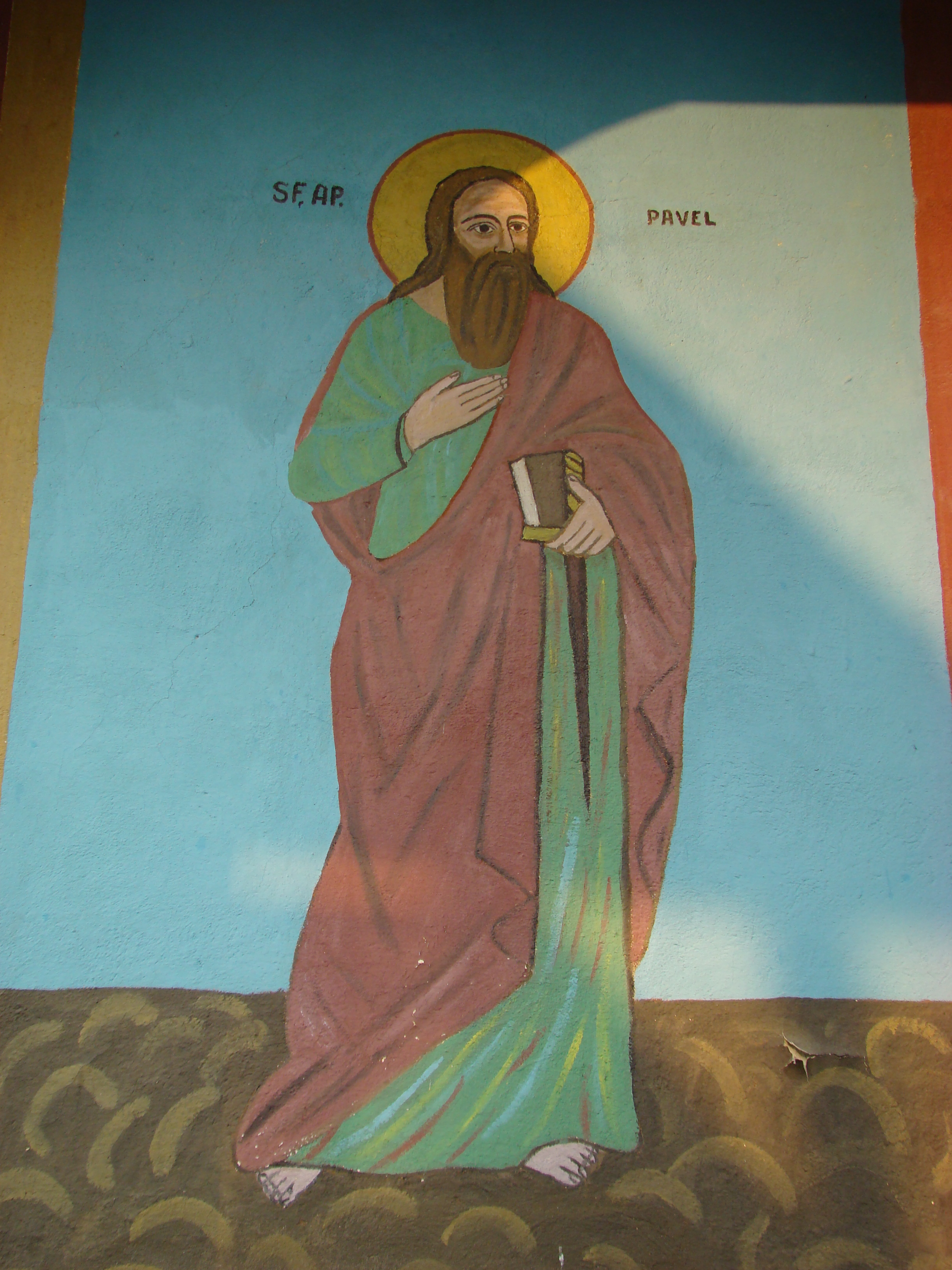
Biserica de zid „Sf.Voievozi”
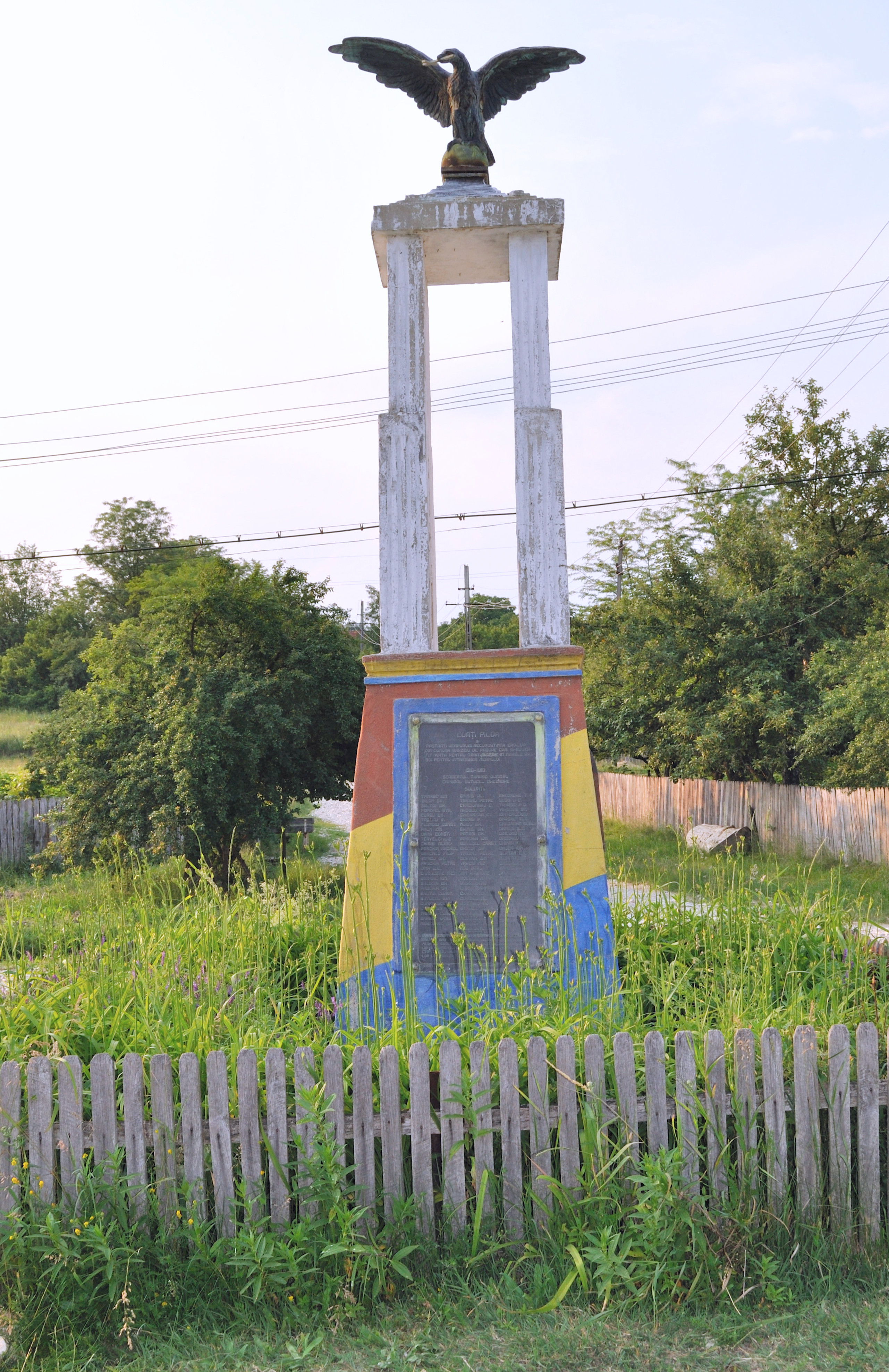
Monumentul Eroilor din comuna Brăzeiu de Pădure căzuți în Primul Război Mondial
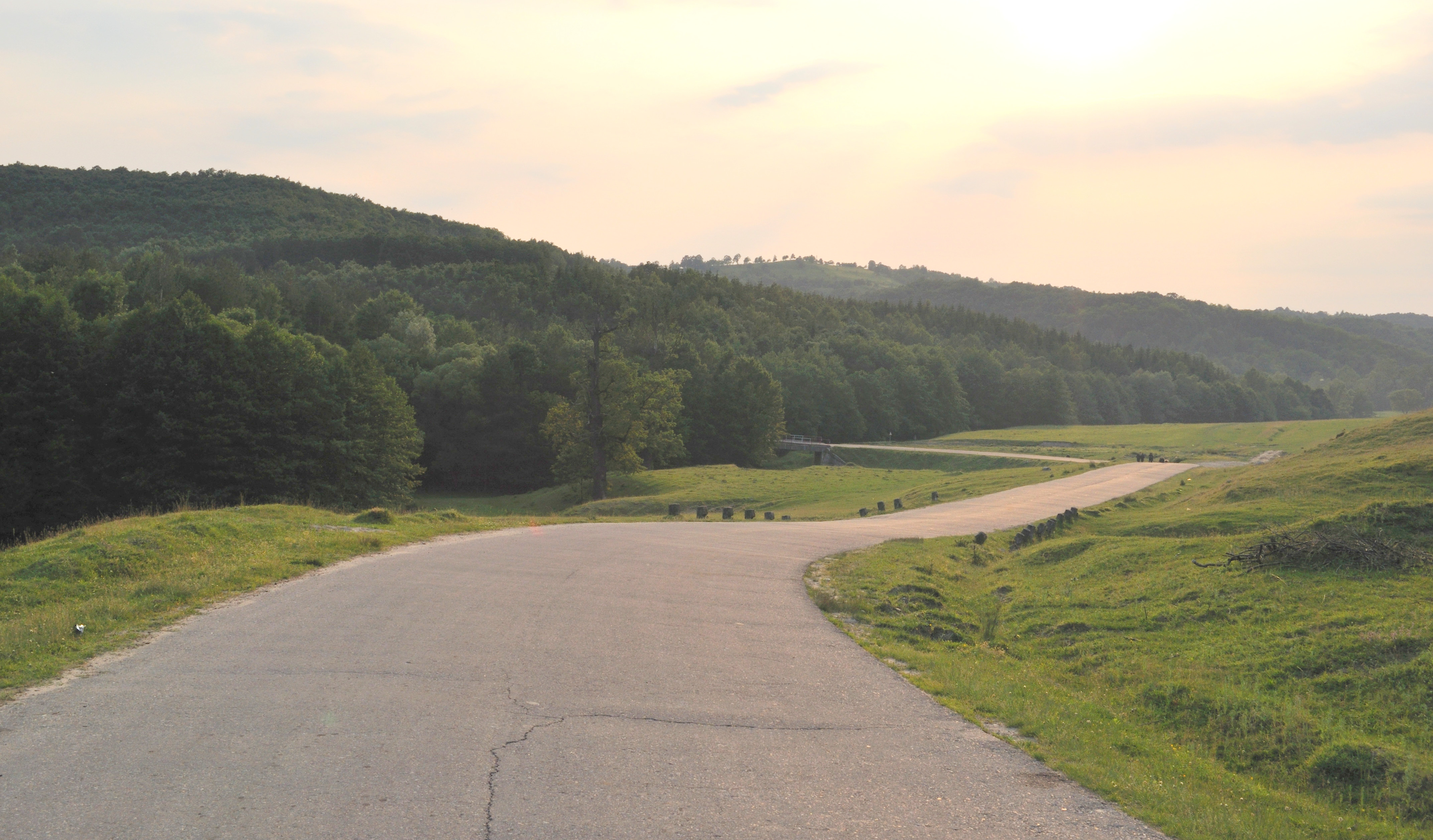
Drumul spre Licurici